# Rhorus versator
Rhorus versator là một loài tò vò trong họ Ichneumonidae.